# 2003 في العراق
فيما يلي قوائم الأحداث التي وقعت خلال عام 2003 في العراق.

## أحداث

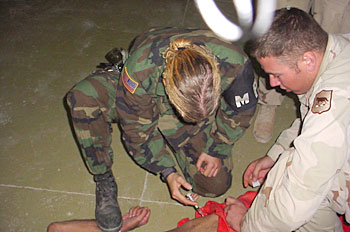
ضابط شرطة عسكرية أمريكية يقيد سجينًا ويهدئه، بينما يمسكه جندي. سجن أبو غريب.

وقد وقعت فضيحة التعذيب في سجن أبو غريب في عامي 2003 و2004.

### يناير
- 3 يناير/كانون الثاني - أنشأ مفتشو الأسلحة التابعون للأمم المتحدة من لجنة الأمم المتحدة للرصد والتحقق والتفتيش (أنموفيك) قاعدة عمليات في الموصل، على بعد 375 كيلومتراً أو 200 ميل إلى الشمال من بغداد، لتسريع عملية التفتيش.
- 7 يناير - الرئيس الفرنسي جاك شيراك، في رسالة بمناسبة العام الجديد للقوات الفرنسية، صرح بأن القوات الفرنسية يجب أن تكون مستعدة للتدخل إذا قررت الأمم المتحدة القيام بعمل عسكري في العراق.
- 9 يناير/كانون الثاني - قدّم كبير مفتشي الأسلحة التابعين للأمم المتحدة ، هانز بليكس، ورئيس الوكالة الدولية للطاقة الذرية، محمد البرادعي، تقريرًا إلى مجلس الأمن التابع للأمم المتحدة. وأفادا بأن التقدم في البحث عن أسلحة الدمار الشامل في العراق "يتقدم ببطء"، لكن المطلوب هو موقف "أكثر استباقية" من الحكومة العراقية.
- 16 يناير/كانون الثاني - أعلن مفتشو الأسلحة التابعون للأمم المتحدة في العراق أنهم عثروا على رؤوس حربية صاروخية فارغة، مصممة لحمل عوامل الحرب الكيميائية، في منطقة تخزين الذخيرة في الأخيدر.
- ١٨ يناير/كانون الثاني - انطلقت احتجاجات حاشدة ضد حرب العراق في مدن حول العالم، بما في ذلك طوكيو، وموسكو، وباريس، ولندن، ومونتريال، وأوتاوا، وتورنتو، وكولونيا، وبون، وغوتنبرغ، وإسطنبول، والقاهرة. ونظمت منظمتا ليس باسمنا وتحالف الإجابة لوقف الحرب وإنهاء العنصرية احتجاجات في واشنطن العاصمة، وسان فرانسيسكو، كاليفورنيا.
- 20 يناير - كجزء من خطة غزو العراق، أعلن وزير الدفاع البريطاني جيف هون أنه سيُرسَل 26 ألف جندي بريطاني ومعدات بما في ذلك 120 دبابة إلى الكويت، للانضمام إلى 5 آلاف جندي كانوا في طريقهم إلى هناك بالفعل.
- 23 يناير - بدأ 350 جنديًا أستراليًا رحلتهم نحو العراق، لينضموا إلى القوات الأمريكية والبريطانية المتجمعة هناك. صرّح رئيس الوزراء جون هوارد بأن "التمركز المسبق للقوات زاد من احتمالية حل الأزمة سلميًا". احتجّ حوالي 150 شخصًا عند مغادرة سفينة نقل الجنود سيدني، وهتف بعضهم "اذهب بنفسك!" للسيد هوارد.
- 27 يناير - في كلمة ألقاها أمام مجلس الأمن التابع للأمم المتحدة، صرّح وزير الخارجية العراقي ناجي صبري بأن الولايات المتحدة وحلفاءها "عدوانيون بلا مبرر"، وأن العراق يمتثل بالكامل لطلبات مفتشي الأسلحة التابعين للأمم المتحدة. وفي حديثه أمام المجلس نفسه، صرّح هانز بليكس، كبير المفتشين، لاحقًا بأن العراق لم يتعاون بشكل كامل مع فرق التفتيش التابعة للأمم المتحدة.
- 30 يناير - في مواجهة الانتقادات العالمية وضد رغبات أغلبية ناخبيها، أصدر زعماء بريطانيا وإسبانيا وإيطاليا والبرتغال والمجر وبولندا والدنمرك وجمهورية التشيك بيانًا، وهو رسالة الثمانية، أظهروا فيه دعمهم لخطط الولايات المتحدة لغزو العراق.

### فبراير
- 5 فبراير – قدّم وزير الخارجية الأمريكي كولن باول في الأمم المتحدة ملف الحكومة الأمريكية ضد حكومة صدام حسين في العراق، وذلك في إطار الجانب الدبلوماسي من الخطة الأمريكية لغزو العراق. شملت العرض تسجيلات صوتية وصورًا التقطتها الأقمار الصناعية وبيانات استخباراتية أخرى، وهدفها إثبات إنتاج أسلحة دمار شامل، والتملص من عمليات تفتيش الأسلحة، ووجود صلة بتنظيم القاعدة.
- 7 فبراير – قال كبير مفتشي الأسلحة في الأمم المتحدة هانز بليكس إن العراق يبدو أنه يبذل جهودًا جديدة للتعاون مع فرق الأمم المتحدة التي تبحث عن أسلحة الدمار الشامل، في حين صرحت واشنطن بأن "الزخم يتصاعد" نحو الحرب مع العراق.
- 8 فبراير – وُجِّهت انتقادات لأجزاء من "ملف مشبوه" أصدرته الحكومة البريطانية، والذي زُعم أنه يعرض أحدث المعلومات الاستخباراتية البريطانية عن العراق، واستشهد به كل من توني بلير وكولن باول كدليل على الحاجة إلى الحرب، إذ تبيّن أنه منسوخ من عدد من المصادر دون إذن، منها Jane's Intelligence Review وأطروحة دكتوراه لطالب من كاليفورنيا تعود إلى ١٢ عامًا نُشرت في مجلة Middle East Review of International Affairs. نُسخت بعض الجمل حرفيًا، وأُعيد إنتاج الأخطاء الإملائية الموجودة في المقالات الأصلية. ردّ داوننغ ستريت بأن الحكومة لم تدّعِ أبدًا أنها المؤلف الحصري، وأن المعلومات دقيقة.
- 9 فبراير – حاول 13٪ من أصل 3300 من جنود الاحتياط الذين استدعتهم الحكومة البريطانية استعدادًا لاحتمال الحرب في العراق التهرب من التجنيد.
- 10 فبراير – خرقت فرنسا وبلجيكا إجراء الموافقة الصامتة في الناتو بشأن توقيت التدابير الوقائية لتركيا في حال اندلاع حرب محتملة مع العراق، وأعلنت ألمانيا دعمها لهذا الفيتو. فُعِّل الإجراء في 6 فبراير من قبل الأمين العام جورج روبرتسون. وردًا على ذلك، استدعت تركيا المادة 4 من معاهدة الناتو، التي تنص على أن على الدول الأعضاء التشاور عندما تطلب إحداها ذلك إذا شعرت بتهديد.
- 12 فبراير – بُث عبر قناة الجزيرة شريط صوتي نُسب إلى أسامة بن لادن، تضمن سردًا لمعركة تورا بورا ودعوة للمسلمين لقتال الولايات المتحدة والإطاحة بنظام صدام حسين في العراق.
- 13 فبراير – قبل غزو العراق منعت النمسا وحدات عسكرية أمريكية مشاركة في الهجوم على العراق من دخول أو التحليق فوق أراضيها دون تفويض من الأمم المتحدة. أكد مسؤولون عسكريون أمريكيون لصحيفة واشنطن بوست – دون ذكر أسمائهم – أن وحدتي قوات خاصة تعملان على الأرض داخل العراق منذ أكثر من شهر، في إطار استعدادات أولية لغزو واسع النطاق. أفادت لجنة تابعة للأمم المتحدة أن صواريخ "الصمود 2" العراقية يصل مداها إلى 180 كم (متجاوزة الحد المسموح به وهو 150 كم)، ما أثار انقسامًا بشأن ما إذا كان ذلك خرقًا للقرار 1441 الصادر عن مجلس الأمن.
- 14 فبراير – قبل غزو العراق شهدت مدينة ملبورن مظاهرة ضخمة احتجاجًا على دعم الحكومة الأسترالية لسياسة الولايات المتحدة تجاه العراق. قدّر المنظمون عدد المشاركين بنحو 200 ألف شخص، بينما ذكرت بعض وسائل الإعلام أن العدد "يصل إلى 150 ألفًا". قدّم كبير مفتشي الأسلحة هانز بليكس ومدير الوكالة الدولية للطاقة الذرية محمد البرادعي تقريرًا إلى مجلس الأمن، قالا فيه إن العراق يتعاون بشكل جيد مع المفتشين، وإنه لم يُعثر على أسلحة دمار شامل، لكن على نظام صدام حسين أن يفسر مصير العديد من الأسلحة المحظورة التي يُعتقد أنها كانت ضمن ترسانته. كما أعرب بليكس عن شكوكه في بعض استنتاجات عرض كولن باول في 5 فبراير، وخاصة في دلالة بعض الصور التي عرضها. التقى طارق عزيز من العراق بالبابا يوحنا بولس الثاني.
- 15 فبراير – خرج أكثر من ستة ملايين شخص في أكثر من 600 مدينة حول العالم في أكبر مظاهرة مناهضة للحرب قبل وقوعها.[1]
- 16 فبراير – عُثر في العراق على صاروخ أكبر من المسموح به وفقًا لقواعد العقوبات التي فرضتها الأمم المتحدة.
- 24 فبراير – قال كولن باول في اجتماع ببكين: "حان وقت التحرك. الأدلة واضحة... نحن نقترب من النقطة التي يجب أن تترتب عندها عواقب جدية"، في إشارة إلى أن العمل العسكري قد يتم خلال ثلاثة أسابيع، استنادًا إلى إفادات سابقة من البنتاغون.
- 25 فبراير – قبل غزو العراق قدمت الولايات المتحدة وبريطانيا وإسبانيا إلى مجلس الأمن مشروع قرار ثانٍ طال انتظاره ينص على أن العراق "أخفق في اغتنام الفرصة الأخيرة" لنزع سلاحه، دون تحديد مواعيد نهائية أو التهديد صراحة بالقوة العسكرية. وفي المقابل، عرضت فرنسا وألمانيا وروسيا مقترحًا يدعو إلى نزع السلاح سلميًا من خلال المزيد من عمليات التفتيش.[2] وقّع الصحفي جيف جانون، واسمه الحقيقي جيمس جوكرت، دخولًا إلى البيت الأبيض للمرة الأولى، وفق سجلات خدمة الحماية السرية التي حصل عليها النائبان جون كونيرز (ديمقراطي – ميشيغان) ولويز سلوتر (ديمقراطية – نيويورك) بموجب قانون حرية المعلومات. تعهد الحزبان الرئيسيان في كردستان – وهي منطقة تتمتع بحكم ذاتي في شمال العراق – بقتال القوات التركية إذا دخلت كردستان للاستيلاء على الموصل أو التدخل في الحكم الذاتي الكردي. ويمكن للحزبين حشد ما يصل إلى 80 ألف مقاتل، رغم أنهم على الأرجح غير قادرين على مواجهة الجيش التركي الحديث، لكن الأمر قد يوجّه ضربة قاسية لوحدة حلفاء الولايات المتحدة على الجبهة الشمالية في الخطة الأمريكية لغزو العراق.
- 26 فبراير – قبل غزو العراق قال هانز بليكس، كبير مفتشي الأسلحة في الأمم المتحدة، إنه لا توجد أدلة على امتلاك العراق أسلحة دمار شامل. تحدث الرئيس الأمريكي جورج بوش علنًا عن رؤيته لديمقراطية ما بعد الغزو في العراق، قائلًا إنها ستكون "مثالًا" لغيرها من دول المنطقة العربية. شهد مجلس العموم البريطاني أكبر تمرد من نواب حزب حاكم منذ ما لا يقل عن مئة عام، إذ صوّت 122 نائبًا من حزب العمال الحاكم ضمن 199 نائبًا من مختلف الأحزاب لإضافة عبارة "[هذا المجلس] يرى أن مبررات العمل العسكري ضد العراق لم تثبت بعد" إلى مذكرة حكومية. أما المذكرة نفسها فأيّدت القرار 1441 لمجلس الأمن ودعمت "... الجهود الحكومية المستمرة في الأمم المتحدة لنزع أسلحة الدمار الشامل من العراق". استبعد صدام حسين، في مقابلة مع دان راذر، خيار المنفى، ودعا إلى حوار مع الرئيس الأمريكي جورج بوش، واقترح إجراء مناظرة تلفزيونية بينهما.
- 27 فبراير – قبل غزو العراق طلب رئيس الوزراء الإسباني خوسيه ماريا أثنار شخصيًا من الرئيس الأمريكي جورج بوش إسكات وزير الدفاع دونالد رامسفيلد، مشيرًا إلى أن تصريحات رامسفيلد المتكررة بشأن سياسات الدول الأوروبية تجاه العراق تُعتبر مستفزة وغير مجدية تمامًا في الأوساط الدبلوماسية الأوروبية. وأعرب أثنار عن تفضيله لوزير الخارجية كولن باول. وفي ما يتعلق بنزع سلاح العراق، قال هانز بليكس: "النتائج من حيث نزع السلاح كانت محدودة جدًا حتى الآن". أعلن إيلي فيزيل، الحائز على جائزة نوبل "للسلام" وناجي الهولوكوست، دعمه للحملة الأمريكية البريطانية ضد العراق.
- 28 فبراير – قبل غزو العراق بدأ العراق في 1 مارس عملية تدمير صواريخ الصمود 2. واعتبر هانز بليكس ذلك "خطوة مهمة جدًا في نزع السلاح الفعلي"، إلا أن المتحدث باسم البيت الأبيض آري فليشر صرّح بأن التزام العراق بتدمير هذه الصواريخ خدعة توقعها الرئيس بوش، وأوضح أن الولايات المتحدة تريد نزعًا كاملًا وشاملًا لسلاح العراق، مضيفًا أنه إذا لم تتحرك الأمم المتحدة لنزع سلاح بغداد، فإن الولايات المتحدة ستقود ائتلافًا من الدول المتطوعة لتحقيق ذلك. أعرب رئيس الوزراء الكندي جان كريتيان عن اعتقاده بأن تغيير النظام هدف خطير لغزو العراق، وأن نزع السلاح فقط يجب أن يكون هدف الضغط الدولي. كُشف أن الحكومة البريطانية في عهد مارغريت ثاتشر قدّمت نحو مليار جنيه إسترليني من أموال دافعي الضرائب للعراق في عهد صدام حسين خلال الثمانينيات، ذهب معظمها إلى البنية التحتية العسكرية التي بنتها شركات بريطانية مثل ماركوني للأجهزة الإلكترونية.

### مارس

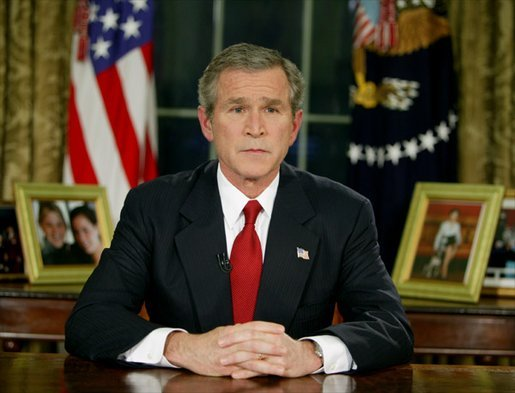
الرئيس الأمريكي جورج دبليو بوش يخاطب الأمة من المكتب البيضاوي في 19 مارس 2003 ليعلن بدء عملية "تحرير العراق" (غزو العراق).

- الرئيس الأمريكي جورج دبليو بوش يخاطب الأمة من المكتب البيضاوي في 19 مارس 2003 ليعلن بدء عملية "تحرير العراق" (غزو العراق).1 مارس– قبل غزو العراق دعت دولة الإمارات العربية المتحدة الرئيس العراقي صدام حسين إلى التنحي لتجنب الحرب، ولاحقًا أيّدت البحرين والكويت هذا الموقف. أبطل رئيس البرلمان التركي التصويت الذي أقرّ دخول القوات الأمريكية المشاركة في الغزو المخطط للعراق إلى تركيا، مستندًا إلى أسباب دستورية، إذ إن 264 صوتًا مؤيدًا و250 صوتًا معارضًا لقبول 62 ألف جندي أمريكي لا يشكل الأغلبية المطلوبة دستوريًا، بسبب امتناع 19 نائبًا عن التصويت. باشر العراق، تحت إشراف الأمم المتحدة، بتدمير أربعة صواريخ من طراز "الصمود".
- 2 مارس– دمّر العراق ستة صواريخ إضافية من طراز "الصمود 2"، ليصبح مجموع ما دُمّر عشرة صواريخ من أصل نحو مئة أمرت الأمم المتحدة بإزالتها. واصلت الولايات المتحدة رفض خطوات العراق واعتبرتها "جزءًا من لعبته في الخداع". وأشار العراق إلى احتمال وقف تدمير الصواريخ إذا أظهرت الولايات المتحدة نيتها شن الحرب على أي حال.
- 3 مارس– تحت ضغط أمريكي شديد، أعلن البرلمان التركي أنه سيبحث إجراء تصويت ثانٍ للسماح للقوات الأمريكية باستخدام القواعد التركية لشن هجوم عسكري على العراق.
- 5 مارس– قبل غزو العراق أعلن وزراء خارجية فرنسا وألمانيا وروسيا أنهم سيعارضون أي مقترحات في مجلس الأمن تمنح تفويضًا بشن الحرب على العراق. ذكرت صحيفة التايمز البريطانية أن الأمم المتحدة وضعت سرًا خطة لتأسيس حكومة ما بعد الحرب في العراق. ورغم عدم التوصل إلى إجماع في مجلس الأمن بشأن العمل العسكري، أشارت الوثيقة إلى أن قادة الأمم المتحدة باتوا يعتبرون الحرب شبه حتمية. فشل اجتماع منظمة التعاون الإسلامي في قطر في إصدار بيان يعارض الحرب على العراق. نشرت السعودية 3300 جندي في الكويت استعدادًا لاحتمال نشوب صراع مع العراق. شهدت عدة دول حول العالم احتجاجات وإضرابات طلابية. أسقط كروسغيت مول في غيلدرلاند – نيويورك تهمة التعدي على ممتلكات الغير عن رجل اعتُقل لرفضه خلع قميص يحمل عبارة "أعطوا السلام فرصة"، بعد أن تظاهر أكثر من 100 شخص في المركز التجاري وهددوا بالبقاء حتى يتراجع عن قراره.
- 7 مارس– قبل غزو العراق قدّم هانز بليكس تقريرًا لمجلس الأمن يشير فيه إلى أن تعاون العراق ازداد، وإن كان مشروطًا. عدّلت بريطانيا مشروع القرار المقدم مع الولايات المتحدة وإسبانيا قبل أسبوع، مقترحة تحديد 17 آذار موعدًا نهائيًا لينزع العراق سلاحه طوعًا أو يواجه الحرب. سجّل مؤشر نيكاي الياباني أدنى مستوى له منذ 20 عامًا مع اقتراب الحرب على العراق، وكُشف عن تلاعب مزعوم بالأسهم من قبل نيكو سالومون سميث بارني، واستعداد كوريا الشمالية لاختبار صاروخ متوسط المدى، وظهور فضيحة سياسية جديدة في حزب رئيس الوزراء جونيشيرو كويزومي.
- 8 مارس– قبل غزو العراق تلقّى العمال الكويتيون تعليمات بفتح 35 ثغرة في السياج الحدودي بين العراق والكويت، مع نشر الجيش الكويتي دبابات عند هذه الفتحات. وأفادت صحيفة باكستان ديلي تايمز أن قوات المراقبة التابعة للأمم المتحدة وجدت مشاة بحرية أمريكيين مسلحين في المنطقة المنزوعة السلاح الشهر الماضي. وذكرت هيئة الإذاعة الكندية أن 230 من موظفي الدعم التابعين للأمم المتحدة أُمروا بمغادرة المنطقة المنزوعة السلاح. أعلنت الحكومة اليابانية دعمها لمشروع القرار المعدل الذي قدمته الولايات المتحدة وبريطانيا وإسبانيا لمجلس الأمن محددًا يوم 17 مارس موعدًا نهائيًا للعراق. وأظهرت استطلاعات الرأي اليابانية أن 84٪ من الشعب يعارضون الحرب.
- 9 مارس– قبل غزو العراق وصفت الوزيرة البريطانية كلير شورت موقف توني بلير من العراق في مقابلة إذاعية بأنه "متهور للغاية"، وهددت بالاستقالة إذا التزم بالمشاركة في الحرب من دون تفويض واضح من الأمم المتحدة. ذكرت صحيفة عرب نيوز أن صدام حسين طالب مجلس الأمن برفع "الحصار عن العراق"، وإدانة الولايات المتحدة وبريطانيا بوصفهما "كاذبتين"، وتجريد إسرائيل من أسلحة الدمار الشامل وإجبارها على الانسحاب من "فلسطين والأراضي العربية المحتلة". أعلنت ألبانيا أنها سترسل قوات للانضمام إلى أي حرب ضد العراق، كخطوة رمزية لشكر الولايات المتحدة وحلف الناتو على تدخلهما في كوسوفو عام 1999.
- 10 مارس – قبل غزو العراق قال المتحدث باسم البيت الأبيض، ناقلًا عن الرئيس: "إذا فشلت الأمم المتحدة في التحرك، فهذا يعني أنها لن تكون الهيئة الدولية التي تنزع سلاح صدام حسين، بل هيئة دولية أخرى ستقوم بذلك". قال الأمين العام للأمم المتحدة كوفي عنان: "إذا تحركت الولايات المتحدة ودول أخرى عسكريًا خارج إطار مجلس الأمن، فلن يكون ذلك متوافقًا مع ميثاق الأمم المتحدة". أعلن الرئيس الفرنسي جاك شيراك أن فرنسا ستستخدم الفيتو ضد قرار لمجلس الأمن تقدمت به إسبانيا وبريطانيا والولايات المتحدة يجيز استخدام القوة ضد العراق ما لم يثبت أنه نزع سلاحه بحلول 17 آذار.[3] صرح وزير الخارجية الروسي إيغور إيفانوف أن بلاده ستستخدم الفيتو ضد القرار نفسه. استقال الدبلوماسي الأمريكي جون براون، الذي انضم لوزارة الخارجية عام 1981، احتجاجًا على سياسة إدارة بوش تجاه العراق، قائلًا إنها تثير موجة هائلة من العداء للولايات المتحدة حول العالم.
- 11 مارس – قبل غزو العراق هددت طائرات عراقية مقاتلة طائرتي استطلاع أمريكيتين من طراز U-2 كانتا تنفذان مهامًا لمفتشي الأسلحة التابعين للأمم المتحدة، ما أجبرهما على إلغاء المهمة والعودة. وصف المسؤولون العراقيون الحادثة بأنها "خطأ فني" من جانب المفتشين، فيما قال المتحدث باسم لجنة الأمم المتحدة للمراقبة والتحقق والتفتيش إيوان بوكانان إن المسؤولين العراقيين أُبلغوا بالرحلة مسبقًا. وبحسب وسائل إعلام عربية، فتح صدام حسين معسكرات تدريب على "العمليات الاستشهادية" في العراق للمتطوعين العرب إذا وقع هجوم بقيادة أمريكية.
- 12 مارس – اقترح توني بلير تعديلًا على مشروع القرار الأممي المحتمل، يتضمن معايير يجب أن يحققها العراق لإثبات نزع سلاحه، لكن فرنسا رفضت التعديل فورًا وتوعدت باستخدام الفيتو ضد أي قرار جديد.
- 14 مارس – قبل غزو العراق أُجبر النائب الأمريكي جيمس موران، ديمقراطي من فرجينيا، على ترك منصبه القيادي في الحزب بعد جدل حول تصريحاته التي فسرت على أنها تحميل لليهود الأمريكيين مسؤولية حرب محتملة مع العراق. كُشف أن وثائق رئيسية استُخدمت كدليل على ضرورة غزو العراق مزورة، إذ ادّعت أن النيجر تبيع 500 طن من اليورانيوم للعراق. إحداها مؤرخة بعام 2000 لكنها مطبوعة على أوراق رسمية من حكومة عسكرية في الثمانينيات وتذكر وزير خارجية لم يكن في منصبه منذ 14 عامًا، وأخرى تحمل توقيعًا مزورًا لرئيس النيجر. وقد وردت مزاعم حصول العراق على يورانيوم إفريقي في خطاب كولن باول أمام مجلس الأمن وفي خطاب حالة الاتحاد لجورج بوش. طلب السيناتور جون روكفلر من مكتب التحقيقات الفيدرالي التحقيق في أصل الوثائق، معبرًا عن قلقه من أن تكون "جزءًا من حملة خداع أوسع للتلاعب بالرأي العام والسياسة الخارجية بشأن العراق".
- 15 مارس – جولة من الاحتجاجات ضد الحرب على العراق في مدن حول العالم.
- 16 مارس – قبل غزو العراق اجتمع قادة الولايات المتحدة وبريطانيا والبرتغال وإسبانيا في قمة بجزر الأزور. أعلن الرئيس بوش أن يوم الاثنين 17 مارس سيكون "لحظة الحقيقة"، إذ سيبذل "تحالف الراغبين" جهده الأخير لاستصدار قرار من مجلس الأمن يمنح العراق إنذارًا نهائيًا لنزع سلاحه فورًا أو نزع سلاحه بالقوة. إقامة أكبر وقفة احتجاجية منسقة حول العالم ضد الحرب على العراق.
- 17 مارس – قبل غزو العراق وجّه الرئيس بوش الإنذار النهائي لصدام حسين، مشترطًا أن يغادر هو وأبناؤه العراق خلال 48 ساعة[4]. أمر الأمين العام للأمم المتحدة كوفي عنان جميع موظفي الأمم المتحدة بمغادرة العراق. عرض النائب العام البريطاني بيتر غولدسميث المبررات القانونية لغزو العراق. استقال روبن كوك، زعيم مجلس العموم البريطاني، من الحكومة احتجاجًا على خطة الغزو. سحبت الولايات المتحدة وبريطانيا مشروع قرار من مجلس الأمن حول العراق. نصحت الولايات المتحدة لجنتي التفتيش الدوليتين بالانسحاب من العراق. وأعلن رئيس الوزراء الياباني جونيشيرو كويزومي دعمه للولايات المتحدة وبريطانيا وإسبانيا في إنهاء الجهود الدبلوماسية، معتبرًا أنه لا حاجة لقرار جديد من الأمم المتحدة للغزو.
- 18 مارس – قبل غزو العراق قال كولن باول إن ثلاثين دولة انضمت إلى الولايات المتحدة في "تحالف الراغبين" لإسقاط صدام حسين، مع وعد 15 دولة أخرى بدعم سري. وصف وزير الخارجية العراقي ناجي صبري الرئيس الأمريكي بوش بأنه "مجرم حرب" و"طاغية" و"مستبد" و"أحمق". كما اعتبر إخلاء قوات الأمم المتحدة من المنطقة المنزوعة السلاح خرقًا لقرار الأمم المتحدة لعام 1991. سُرق نحو مليار دولار أمريكي من البنك المركزي العراقي بعد ساعات من بدء قصف بغداد. صوّت البرلمان البريطاني لصالح الموافقة على غزو العراق[5].
- 19 مارس – أمر الرئيس بوش بغزو العراق، وكان الجنرال تومي فرانكس القائد الأعلى في المنطقة. بدأت القنابل تتساقط على أهداف عسكرية في بغداد. واتهم المفتش يورن سيلجيهولم، الذي كان في العراق مؤخرًا، الولايات المتحدة بالكذب بشأن أدلة أسلحة الدمار الشامل.
- 20 آذار – بدأ غزو العراق بسلسلة من القصف استهدفت بغداد[6]، فيما غزت القوات البرية من الولايات المتحدة وبريطانيا وأستراليا وبولندا العراق.
- 21 آذار – بدأت الولايات المتحدة وبريطانيا حملة "الصدمة والترويع" بضربة جوية هائلة على أهداف عسكرية في بغداد باستخدام صواريخ كروز أُطلقت من سفن حربية أمريكية وغواصات بريطانية وقاذفات B-52، وصواريخ موجهة بالليزر من قاذفات الشبح.
- 26 مارس – قال الأمين العام للأمم المتحدة كوفي عنان إنه يجب استخدام القوات الأمريكية والحليفة في العراق لتقديم المساعدات الإنسانية للعراقيين في ظل الوضع الأمني غير المستقر. قُتل ما لا يقل عن 14 شخصًا في بغداد بعد إصابة سوق بصاروخ. بثت قناة الجزيرة صور جنديين قتيلين وأسيرين، قالت إنهم بريطانيون. هبط 954 مظليًا من الفرقة 173 المحمولة جوًا الأمريكية في منطقة بشور ضمن عملية حرية العراق.
- 28 مارس – خلال الغزو، أطلقت طائرتان من طراز A-10 تابعتان لسلاح الجو الأمريكي النيران على آليتين مدرعتين تابعتين لسرب D البريطاني، ما أسفر عن مقتل جندي بريطاني وإصابة خمسة آخرين.

### أبريل

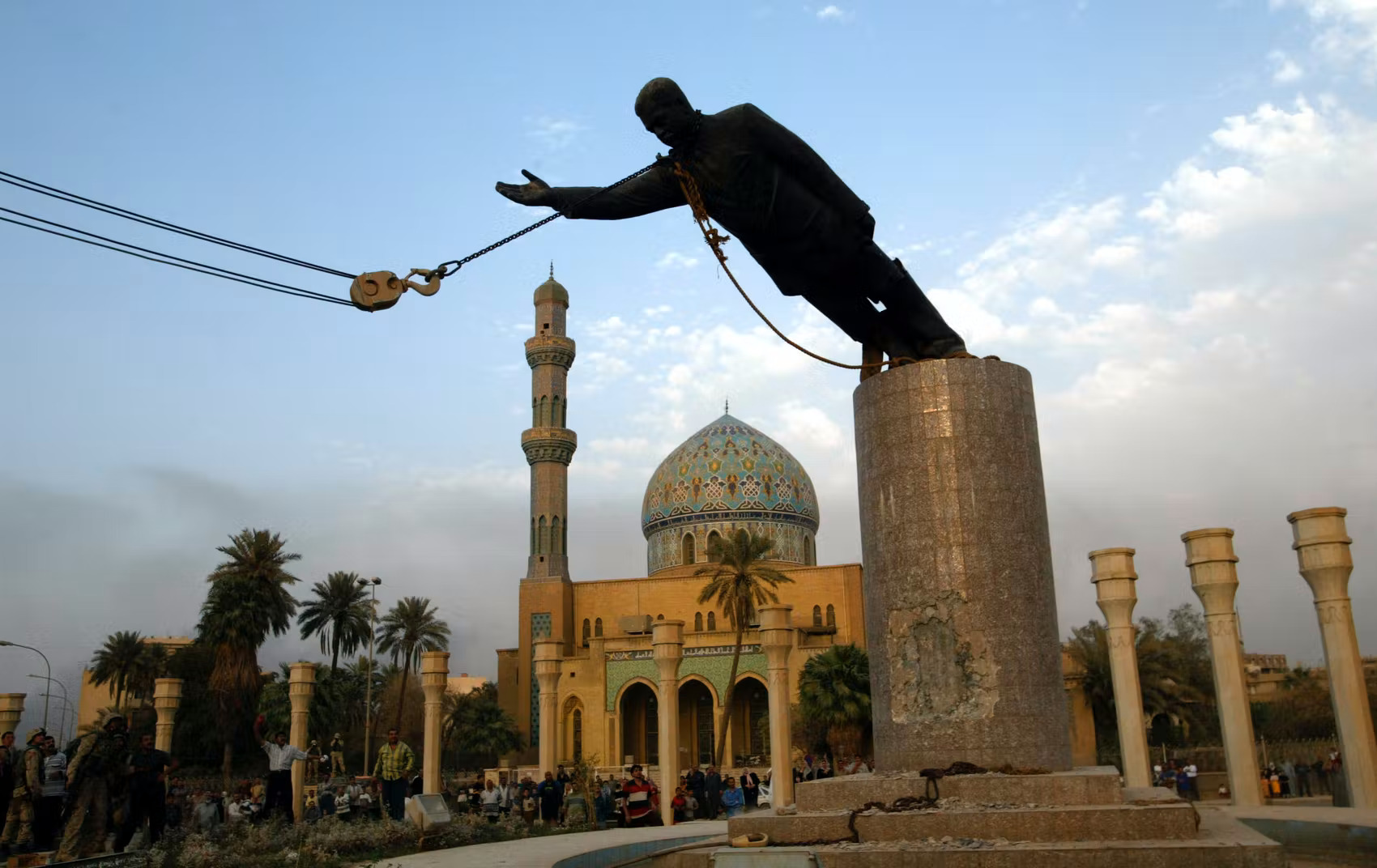
إسقاط تمثال صدام حسين في ساحة الفردوس ببغداد في 9 أبريل 2003.

- 8 أبريل – مقتل ثلاثة صحفيين في بغداد على يد دبابة أمريكية[7]
- 9 أبريل - القوات الأمريكية تتقدم نحو بغداد وتستولي عليها دون مقاومة تُذكر، صدام حسين ومسؤولون آخرون في الحكومة العراقية يختبئون.[8]
- 10 أبريل - القوات الكردية تسيطر على كركوك.
- 15 أبريل -
  - القوات الأميركية تسيطر على معظم تكريت.
  - القوات الأميركية تلقي القبض على أبو العباس في بغداد.
- 21 أبريل - أصبح الفريق المتقاعد جاي غارنر زعيمًا مدنيًا للعراق عندما شُكِّل مكتب إعادة الإعمار والمساعدة الإنسانية (ORHA) وعُيِّن مديرًا مع ثلاثة نواب، بما في ذلك تيم كروس.
- 23 أبريل - وصول القوات الأمريكية إلى الفلوجة.
- 28 أبريل - تحدّت مجموعة من 200 متظاهر حظر التجوال الذي فرضته الولايات المتحدة في الفلوجة ونظّموا احتجاجًا. وخلال الاحتجاج، ادّعى جنود يحتلون مدرسةً أنهم تعرضوا لإطلاق نار، فقتلوا 15 شخصًا ردًّا على إطلاق النار. ولم تُسجّل أي إصابات في صفوف القوات الأمريكية.

### مايو
- 1 مايو –

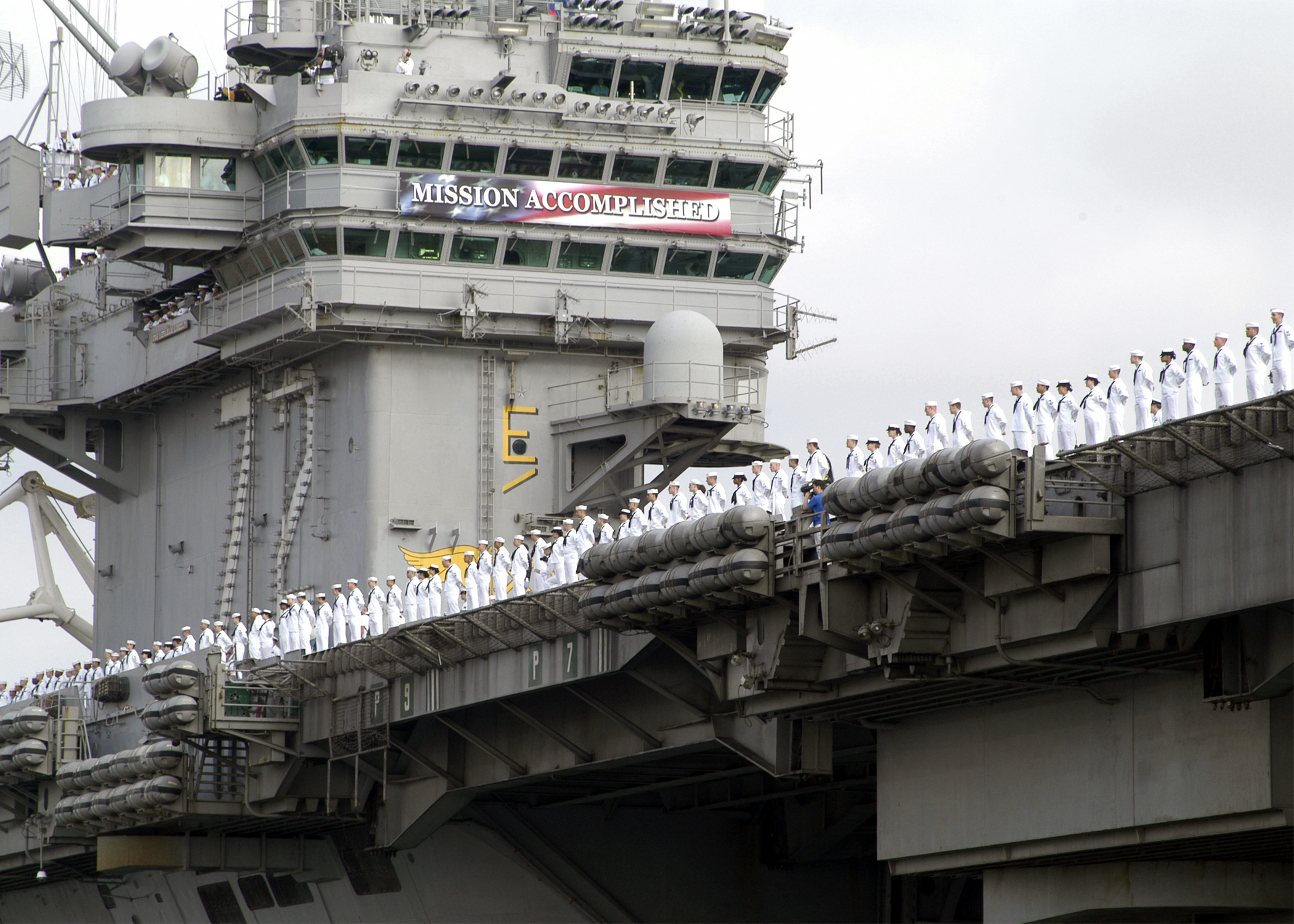
حاملة الطائرات يو إس إس أبراهام لينكولن تعود إلى الميناء حاملة راية "المهمة أُنجِزَت"

  - أعلن الرئيس الأمريكي بوش انتهاء العمليات القتالية الكبرى أثناء زيارته لحاملة الطائرات يو إس إس أبراهام لينكولن، وهو ما مثل نهاية الغزو، حيث بدأ الاحتلال العسكري الأمريكي.[9]
  - وزير الدفاع دونالد رامسفيلد يصل إلى بغداد ويستقبل جاي غارنر.
- 12 مايو - وصول بول بريمر إلى العراق بصفته رئيسًا لسلطة الائتلاف المؤقتة التي تم تشكيلها حديثًا، ويحل محل الجنرال جاي غارنر كزعيم مدني للعراق.
- 15 مايو - عملية كوكب إكس تُلقي القبض على 260 مشتبهًا بهم هاربين قرب تكريت. أُطلق سراح 230 منهم لاحقًا. أُلقي القبض على بعض الهاربين رفيعي المستوى خلال الغارة.
- 22 مايو - أثارت التقارير التي أشارت إلى ارتفاع تركيز اليورانيوم في البول الأفغاني عام 2003 تكهنات بأن التحالف استخدم أسلحة اليورانيوم المنضب في أفغانستان.[10] ومع ذلك، أظهرت أبحاث أخرى أجريت عام 2005 أن نسب النظائر كانت أكثر اتساقًا مع مصدر اليورانيوم الطبيعي (غير المنضب).[11]
- 25 مايو - أطلقت سلطة التحالف المؤقتة بقيادة الولايات المتحدة عملية اجتثاث حزب البعث المثيرة للجدل بهدف القضاء على نفوذ حزب البعث.[12]

### يونيو
24 يونيو - مقتل 6 جنود من الشرطة العسكرية الملكية البريطانية على يد حشد في المجر الكبير في جنوب العراق.

### يوليو
- 2 يوليو - أعلن الرئيس بوش أن القوات الأميركية ستبقى في العراق على الرغم من الهجمات.[بحاجة لمصدر]
- 6 يوليو - جوزيف سي ويلسون الرابع يكشف في الصفحة الافتتاحية بصحيفة نيويورك تايمز أن ذريعة الكعكة الصفراء العراقية هي "هراء".
- 7 يوليو - الجنرال جون أبي زيد يحل محل الجنرال تومي فرانكس في منصب قائد القيادة المركزية الأمريكية.
- 22 يوليو - بول بريمر يعين مجلسا حاكما مؤقتا للعراق من شخصيات عراقية بارزة من مناطق مختلفة من العراق.
- 22 يوليو - أفراد من الفرقة 101 المحمولة جواً يقتلون عدي وقصي حسين خلال اشتباك ناري استمر ثلاث ساعات في الموصل بالعراق.

### أغسطس

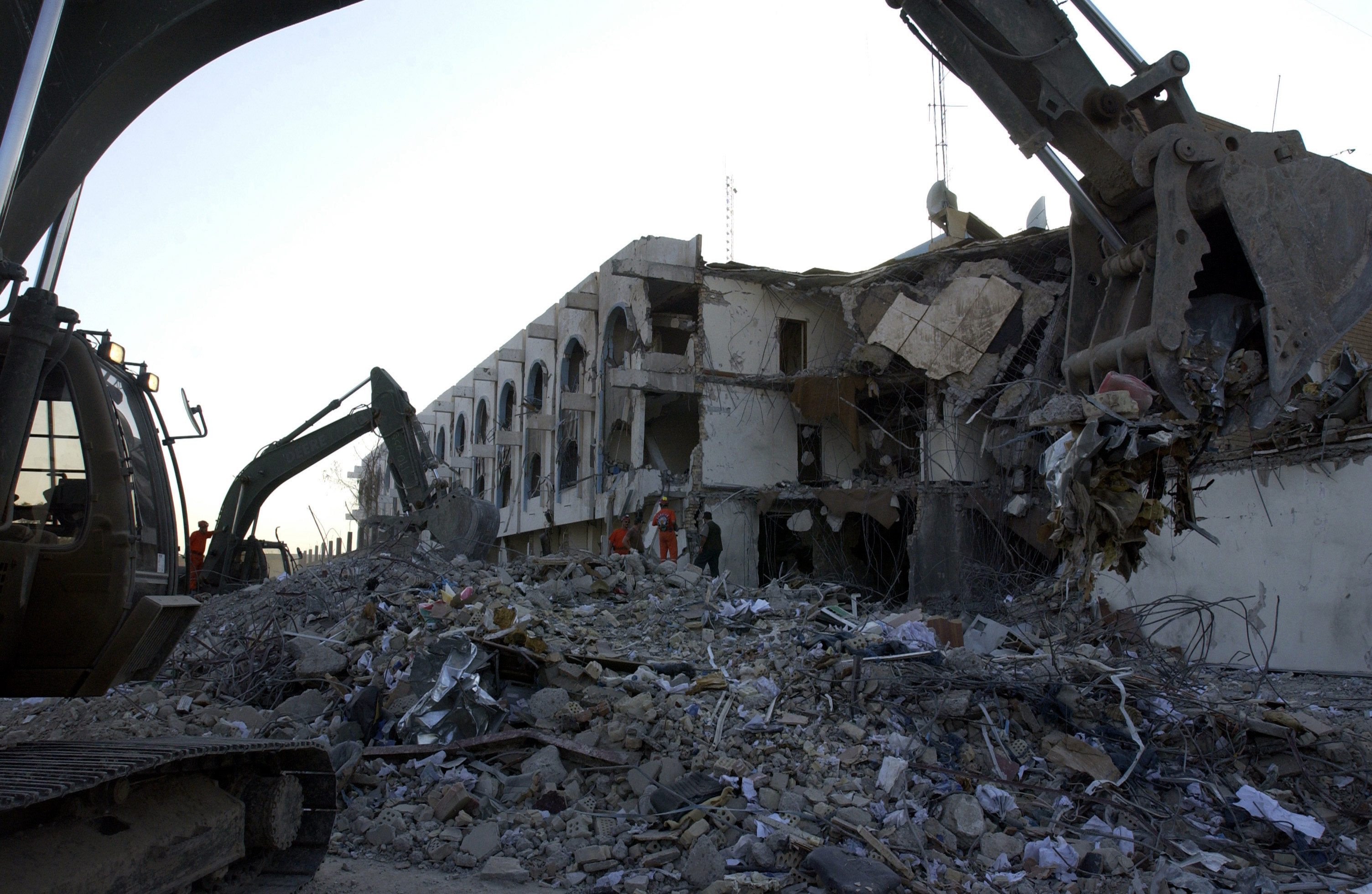
مقر الأمم المتحدة في بغداد بعد قصفه من قبل رجال الزرقاوي ، 22 آب/أغسطس

- 7 أغسطس – تفجير السفارة الأردنية في بغداد .
- 19 أغسطس/آب - هجوم بشاحنة مفخخة على مقر الأمم المتحدة يُسفر عن مقتل سيرجيو فييرا دي ميلو و21 آخرين. وأدى ذلك إلى مغادرة الأمم المتحدة العراق لأسباب أمنية.
- 29 أغسطس - تعرض مسجد الإمام علي الشيعي لهجوم انتحاري بسيارة مفخخة، مما أدى إلى اغتيال رئيس أحد أكبر الأحزاب الشيعية في العراق والذي كان يقود الصلاة هناك، مما أسفر عن مقتل ما بين 85 و125 آخرين.[15]

### سبتمبر
في 20 سبتمبر/أيلول، أُصيبت عقيلة الهاشمي ، عضو مجلس الحكم الانتقالي العراقي، برصاصة في البطن، تُوفيت بعد خمسة أيام.

### أكتوبر
كجزء من خطة سلطة التحالف المؤقتة "لاجتياح حزب البعث"، دفع الأمريكيون رواتبًا لفترة وجيزة للعديد من الجنود العراقيين الذين لم يعوضهم صدام بأجورهم خلال فترة الغزو الأمريكي. في 5 أكتوبر/تشرين الأول 2003، توقفت هذه المدفوعات فجأةً عندما نفدت الأموال قبل الموعد المحدد. ولم يتسلم العديد من جنود الجيش العراقي رواتبهم بعد، سواءً من الحكومة العراقية أو من قوات التحالف. وبسبب البطالة وعدم توفر الدخل، تجمع حشدٌ من حوالي 20 ألف شخص، معظمهم من الجنود السابقين وأعضاء حزب البعث، في موقع استلام الرواتب بشارع دمشق ببغداد، وبدأوا مظاهرة سرعان ما تطورت إلى أعمال شغب واسعة النطاق. وتلا ذلك تصاعدٌ ملحوظ في هجمات "التمرد" ضد قوات التحالف.
- تفجيرات بغداد 27 أكتوبر 2003

### نوفمبر

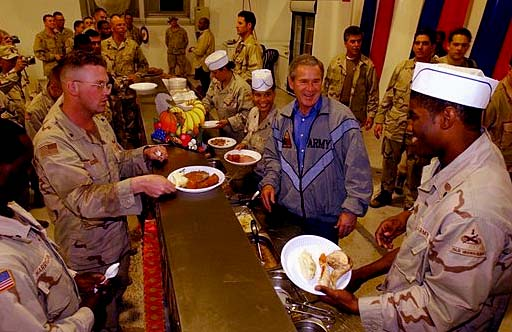
الرئيس الأمريكي جورج دبليو بوش يلتقي بالجنود في يوم عيد الشكر.

- 12 نوفمبر/تشرين الثاني - في الناصرية، قُتل 23 شخصاً على الأقل، من بينهم أول الضحايا الإيطاليين في حرب العراق عام 2003، في هجوم انتحاري على قاعدة للشرطة الإيطالية.
- 26 نوفمبر
  - وزير الخارجية البريطاني جاك سترو يقوم بزيارة قصيرة ومفاجئة للعراق.
  - عبد الحميد موحوش، جنرال عراقي، تعرض للتعذيب حتى الموت على يد أفراد من جيش الولايات المتحدة أثناء وجوده في السجن.
- 27 نوفمبر - الرئيس بوش يزور بغداد لتناول عشاء عيد الشكر المفاجئ مع الجنود برفقة كوندوليزا رايس.

### ديسمبر
- 9 ديسمبر - اليابان تتعهد بإرسال 1000 جندي للمساعدة في جهود إعادة الإعمار.
- في ١٣ ديسمبر، أُلقي القبض على صدام حسين على يد أفراد من الفرقة الرابعة للمشاة، اللواء الأول. كان مختبئًا في جحر عنكبوت في الدور، قرب تكريت، مسقط رأسه.[16] أُلقي القبض على صدام في جحر أسفل كوخ طيني من غرفتين. عند القبض عليه، لم يفصل بينه وبين القوات الأمريكية سوى مربع من الستايروفوم وسجادة.

أنا صدام حسين. أنا رئيس العراق. أريد التفاوض. - صدام حسين، بعد استسلامه.
"الرئيس بوش يرسل تحياته" - رد الجنود الأميركيين الذين عثروا على صدام.
"سيداتي وسادتي، لقد ألقينا القبض عليه." - بول بريمر، يعلن عن القبض عليه في مؤتمر صحفي.
- 27 ديسمبر 2003 – تفجيرات كربلاء

### تاريخ غير معروف
تأسست جامعة واسط وجامعة كركوك.

## أبرز الوفيات
- 22 مارس - تيري لويد، 50 عامًا، مراسل آي تي إن قُتل في جنوب العراق. (مواليد 1952)
- 6 أبريل - العريف إيان مالون، جندي أيرلندي في الجيش البريطاني، قُتل في العراق. (مواليد 1974)
- 10 أبريل - عبد المجيد الخوئي، رجل دين شيعي عراقي. (1962)
- 4 يوليو - نزار حمدون، سياسي عراقي. (و.1944)
- 22 يوليو – عدي صدام حسين، نجل صدام حسين، قُتل في الموصل. (مواليد 1964)
- 22 يوليو – قصي صدام حسين، نجل صدام حسين، قُتل في الموصل. (مواليد 1966)
- 19 أغسطس - سيرجيو فييرا دي ميلو، الدبلوماسي البرازيلي الذي عمل لدى الأمم المتحدة، قُتل في العراق. (مواليد 1948)
- 29 أغسطس - اغتيال محمد باقر الحكيم، عالم وسياسي شيعي عراقي، في النجف. (مواليد 1939)
- 25 سبتمبر – عقيلة الهاشمي، عضو مجلس الحكم المؤقت في العراق. (مواليد 1953)
- 26 نوفمبر - عبد حامد موحوش، ضابط عسكري عراقي، توفي أثناء احتجازه لدى الولايات المتحدة. (مواليد 1947)
- 26 ديسمبر - مقتل الرقيب مايكل ميهوليكيس، من الحرس الوطني الأمريكي، في العراق.

## سياسة

### تعيين في المنصب
- 1 نوفمبر – جلال طالباني رئيس وزراء العراق.

### انتهاء فترة المنصب
- 9 أبريل – صدام حسين رئيس وزراء العراق، رئيس العراق.
- 9 أبريل – طه ياسين رمضان نائب رئيس جمهورية العراق.
- 30 نوفمبر – جلال طالباني رئيس وزراء العراق.

### الحكومة الانتقالية
- رئيس الدولة –
  - مدير الحكومة – جاي مونتغمري غارنر (9 أبريل - 6 مايو) بول بريمر
- رئيس الحكومة –
  1. محمد بحر العلوم، رئيس مجلس الحكم العراقي (13 يوليو – 31 يوليو)
  2. إبراهيم الجعفري، رئيس مجلس الحكم العراقي (1 آب/أغسطس – 31 آب/أغسطس)
  3. أحمد الجلبي، رئيس مجلس الحكم العراقي (1 سبتمبر – 30 سبتمبر)
  4. إياد علاوي، رئيس مجلس الحكم العراقي (1 أكتوبر – 31 أكتوبر)
  5. جلال طالباني، رئيس مجلس الحكم العراقي (1 نوفمبر – 30 نوفمبر)
  6. عبد العزيز الحكيم، رئيس مجلس الحكم العراقي (1 كانون الأول/ديسمبر – 31 كانون الأول/ديسمبر)

## كتب
من الكتب التي صدرت هذه السنة في العراق:
- 1 يناير – اخرج منها يا ملعون من تأليف صدام حسين.

## وفيات

### يناير
- 1 يناير – أحمد الوائلي (مواليد 1928) رجل دين شيعي وهو أشهر خطيب حسيني وشاعر حائز على شهادة الدكتوراه من جامعه القاهرة يلقب بعميد المنبر الحسيني.
- 1 يناير – باكزة رفيق حلمي (مواليد 1924) باحثة ومؤلفة كردية في اللغات.
- 1 يناير – روكان رزوقي عبد الغفور (مواليد 1956) سياسي عراقي.

### أبريل
- 10 أبريل – عبد المجيد الخوئي (مواليد 1962)

### يوليو
- 4 يوليو – نزار حمدون (مواليد 1944) سياسي عراقي.
- 22 يوليو – عدي صدام حسين (مواليد 1964)
- 22 يوليو – قصي صدام حسين (مواليد 1966) سياسي عراقي.
- 22 يوليو – مصطفى قصي صدام حسين (مواليد 1989)

### أغسطس
- 29 أغسطس – محمد باقر الحكيم (مواليد 1939) سياسي عراقي.

### سبتمبر
- 25 سبتمبر – عقيلة الهاشمي (مواليد 1953) سياسية عراقية.

### نوفمبر
- 26 نوفمبر - عبد حمد مهاوش ضابط عراقي تعرض للتعذيب حتى الموت على أيدي أفراد الجيش الأمريكي أثناء وجوده في السجن.